# Palata Lučić-Kolović-Matikola
Palata Lučić-Kolović-Matikola (kuća Lučića-Kolović-Matikola) je palata u Perastu. Palata je peraškog bratstva (kazade) Studeni i vlasnika Kolović - Matikole.
Nalazi se zapadno od male palate Zmajević, uz samu obalu, u zapadnom dijelu Perasta, u Penčićima.
Sudeći po natpisu na glavnom pročelju s upisanom 1779. godinom, vjerovatno je izgrađena sredinom druge polovine XVII vijeka.
Palata Lučić-Kolović-Matikola je mala građevina, vrste „palacin”. Čine je tri etaže skladnih srazmjera. Ima malo dvorište okrenuto prema moru. Dvorište je ograđeno. Na glavnoj fasadi su imena vlasnika, Nikole Kolovića – Matikole i sinova iz kazade Studenih. Prema moru se nalazi malo dvorište koje je ograđeno. Prema moru je takođe vidionica glavne fasade na kojoj je natpis. Iznad natpisa je grb, varijanta grba kazade Studenih. Grb je trodijelan. U gornjem polju na desno je oganj koji gori pod usijanim suncem, a s lijeve strane vuk koji se propinje prema suncu.
Etaža prizemlja ima jednostavna vrata i prozore na obe stranama. Na vratima su rađena naknadna preuređivanja. Sljedeća etaža, prvi sprat ima mali balkon. Na svakoj je strani po jedan prozor. Svakom je prozoru natprozornik profiliran. Posljednja etaža daje osobitost ovoj palati jer ima vidionice okrenute prema svim četirima stranama.
Stilski palata pripada baroku.
Današnja namjena palate je stambena.

## Референе
1. 1 2 3  Općina Kotor  Studija zaštite graditeljskog nasljeđa Perasta. Pregled formiranih kartona za građevine. MonteCEP – Centar za planiranje urbanog razvoja, Kotor (kuća Lučića-Kolović-Matikola), str. 1, pristupljeno 12. srpnja 2016.
2. 1 2  Hrvatska revija 1, 2005. Архивирано на веб-сајту  (26. јун 2015), Goran Denis Tomašković, Mijo Igor Ostojić: Na vječnoj straži zaljeva
3. 1 2 3 4 5  Palata Lučić-Kolović-Matikola, bokabay.info, pristupljeno 12. srpnja 2016.
4. ↑  Opština Kotor Luka grada Perasta, prostorno planska dokumentacija, usvojeni planovi intervencija, pristupljeno 11. travnja 2016.
5. ↑  Mapa grada Perasta by Expeditio, str. 2, pristupljeno 22. svibnja 2016.

42° 29′ 16.15″ N 18° 41′ 47.4″ E / 42.4878194° С; 18.696500° И Координате: Параметар: "type=" треба бити "type:"